# Freiburger Turnerschaft von 1844
Die Freiburger Turnerschaft von 1844 e. V. (kurz: FT oder FT 1844 Freiburg) ist ein Sportverein aus Freiburg im Breisgau und mit 7583 Mitgliedern (Stand: 27. November 2024) Südbadens drittgrößter Sportverein. Er ist Mitglied im Badischen Sportbund Freiburg und eines der Gründungsmitglieder des Freiburger Kreises.
Die FT 1844 Freiburg ist im FT-Sportpark in der Schwarzwaldstraße beheimatet. Die eigene Anlage, mit Rasen- und Kunstrasenspielfeld, zwei großen und sechs kleineren Sporthallen, einer Beachvolleyballanlage, einem Gesundheits- und Fitnessstudio und einem Hallenbad, bietet für viele Sportarten ideale Voraussetzungen. Die am 30. November 2019 neu eröffnete Dreifeldhalle (seit 2023 Act-Now-Halle), mit zwei zusätzlichen Gymnastikräumen und einem multifunktionalen Raum mit Blick aufs Spielfeld, ermöglichen dem Verein ihre Angebote noch mehr auszuweiten. In städtischen Hallen, sowie in den Räumlichkeiten des FT-Sportkindergartens im Rieselfeld finden zudem zahlreiche weitere Sportstunden statt.
19 Wettkampfabteilungen sind in der FT 1844 Freiburg zu Hause. Von American Football über Boule/Pétanque, Hockey, Volleyball, Tischtennis, Handball bis hin zu Kampfsport, Kunst- und Turmspringen, Rollkunstlaufen, Speedskating, Cheerleading und Turnen reicht die Angebotspalette im Wettkampfbereich.
Einen großen Stellenwert hat der Freizeitsportbereich. Dieser beinhaltet den Fitnessbereich, welcher nochmals in Fitness-Balance und Fitness-Power unterteilt ist, den Gesundheitsportbereich, den Rehabilitationssportbereich und den sogenannten SportSpielSpaß-Bereich. Letzterer bietet eine große Auswahl an Kindersport von 0-17 Jahren an bzw. auch Tanzangebote und Walking-Gruppen für Erwachsene. Der SportSpielSpaß-Bereich bietet verschiedene Tanzangebote an, wie beispielsweise Hip-Hop, Ballett, Jazzdance und Kindertanzen, sowie auch Kinderturnen, Schwimmkurse, Rollsport, Psychomotorik, Kampfsportarten und vieles mehr. Des Weiteren kommen zu den Kindersportangeboten noch die sogenannten KidS-Angebote hinzu. Unter den KidS-Angeboten wird die Ball, Zirkus-, Athletik- und Sportschule angeboten. Speziell für 14–17-jährige Jugendliche wird als Einstieg ins Fitnesstraining Cross-Train angeboten, sowie Multi-Sport als abwechslungsreiche Sportstunde in der alles ausprobiert werden kann. Dabei ist es erklärtes Ziel der FT 1844 Freiburg, möglichst viele Menschen zu erreichen und zu einem gesünderen Leben zu bewegen.

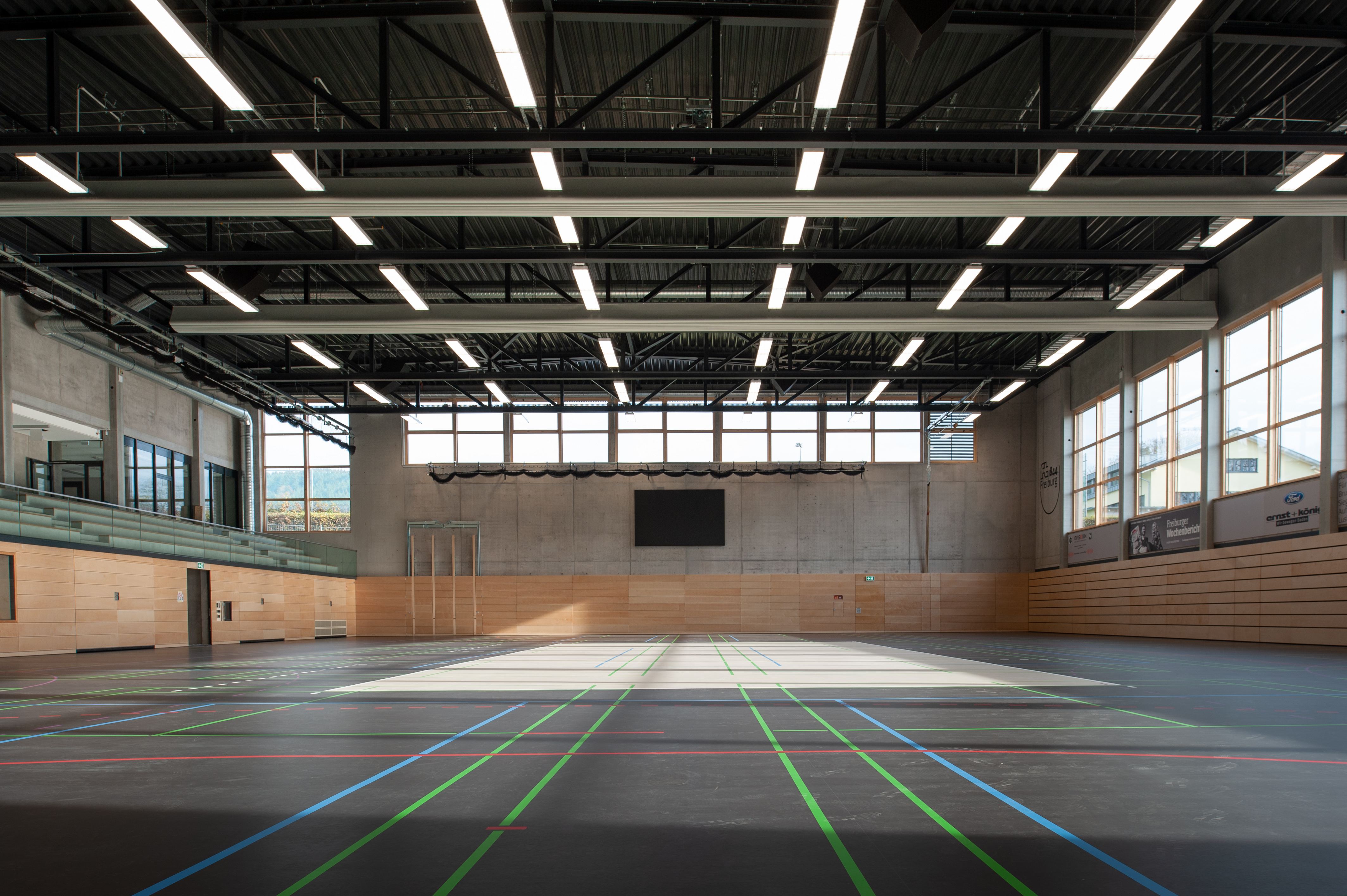
Die Dreifeldhalle („Act-Now Halle“) der FT 1844 Freiburg wurde am 30. November 2019 eröffnet. Sie ist 45 m lang, 30 m breit und 9 m hoch. Sie ist teilbar in Drittel und Hälften. In der Dreifeldhalle gibt es bis zu 1500 Zuschauerplätze und 7 Rollstuhlplätze.

## Geschichte

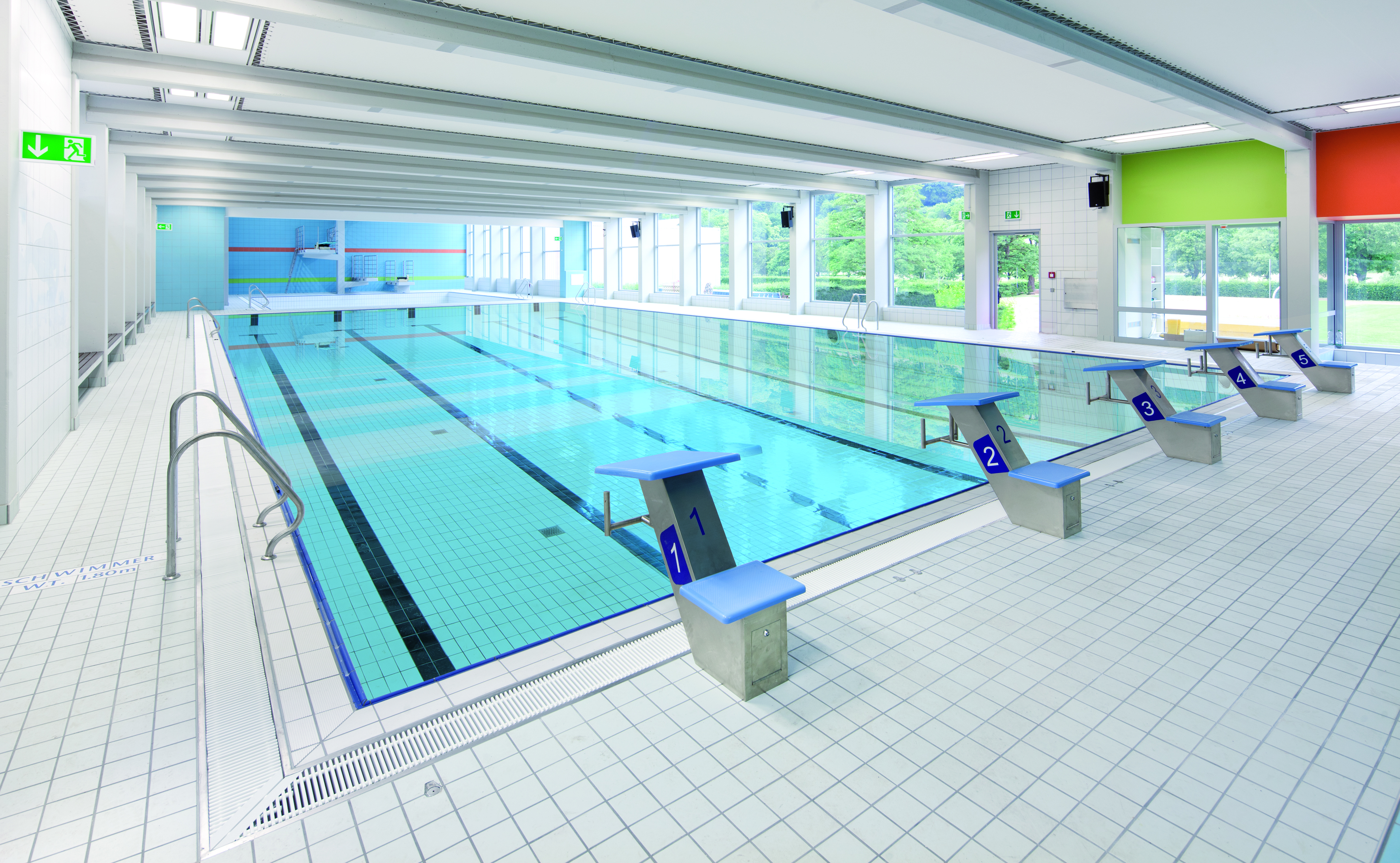
Das FT-Hallenbad ist das einzige öffentliche Hallenbad im Freiburger Osten. Es steht Mitgliedern und Nichtmitgliedern offen.

Der Turnverein wurde 1844 gegründet. 1848 wurde er als staatsgefährdend verboten, da eine Gruppe bewaffneter Turner an den Osterkämpfen im Rahmen der Badischen Revolution teilgenommen hatte, darunter auch der Befehlshaber der Freischärler, Georg von Langsdorff. Nach einer zwölfjährigen Zwangspause konnte der Verein 1860 wieder den Sportbetrieb aufnehmen. Im Jahre 1895 gründete der Verein als erster Verein Süddeutschlands eine eigene Frauenabteilung. 1905 konnte das Vereinsgelände auf dem alten Meßplatz an der Schwarzwaldstraße eingeweiht werden. 1919 schlossen sich die drei Turnvereine Freiburgs zur Freiburger Turnerschaft von 1844 e. V. zusammen. Am 21. Juli 1931 wurde das neue Vereinsgelände bezogen, der heutige FT-Sportpark. Der SC Freiburg wurde in der Zeit von 1938 bis 1946 mit der Freiburger Turnerschaft zwangsfusioniert. 1945 wurde der Verein aufgrund der Direktive Nr. 23 des Alliierten Kontrollrats erneut aufgelöst. Das Vereinsgelände gehörte von nun an der französischen Besatzungsmacht. Als Nachfolgeverein wurde der VfL Freiburg gegründet. Erst im Jahre 1949 konnte sich die FT 1844 Freiburg unter dem alten Namen neu formieren.
In der Folge konnte der Verein über die Jahre hinweg erfolgreich expandieren, er baute zum Beispiel mit seinem Schwimmzentrum das dritte Vereinshallenbad in Deutschland, konzipierte den bundesweit ersten Sportkindergarten und führte 1978 den sozial gestaffelten Familienbeitrag ein. Mit der Eröffnung des Sportkindergartens im Rieselfeld im Jahr 2001 und der U3 Einrichtung im Olympiahaus werden nunmehr jährlich über 300 Kinder in den Sportkindergärten des Vereins betreut. Mit der Gründung der ersten Sportgrundschule Deutschlands im Jahre 2007 wurde ein weiteres pädagogisches Projekt gestartet. Die staatlich anerkannte Sportgrundschule ist eine Ganztagsschule mit besonderem Sport- und Bewegungsprofil.

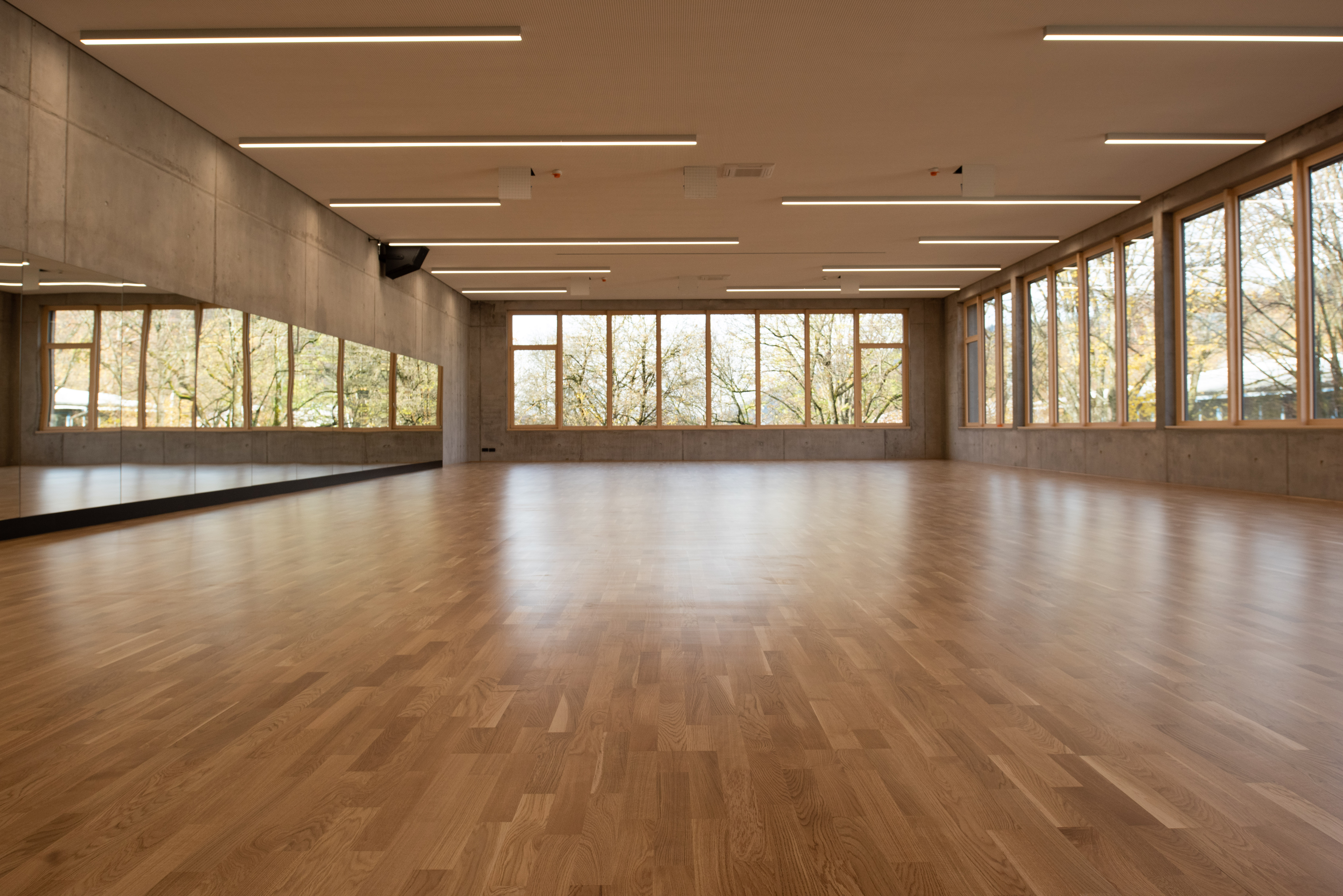
Die Fitnesshalle befindet sich in der Act-Now Halle der FT 1844 Freiburg. Hier werden hauptsächlich Fitnessstunden wie Bauch Beine Po abgehalten, aber auch Kindersportangebote wie Kindertanzen.

Mit der Austragung der 54. Rollkunstlauf-Weltmeisterschaften 2009 in Freiburg, mit ca. 1000 Sportlern aus 28 Nationen, organisierte der Verein seine bisher größte Sportveranstaltung.
Nach dem Tod seines Vorgängers Conrad Schroeder im Jahr 2006 wurde im April 2010 der ehemalige Regierungspräsident Norbert Nothhelfer (* 1937) zum Präsidenten der Turnerschaft gewählt. Im Jahr 2022 wurde Norbert Nothhelfer als Ehrenpräsident ernannt und Klaus Müller als neuer Präsident gewählt. Klaus Müller ist bereits seit 1997 im Vorstand der FT 1844 Freiburg tätig und war zudem von 2011 bis 2024 auch als Vorstandsvorsitzender aktiv, bis Detlef Frankenberger den Posten übernahm.

## Bildung und Sport

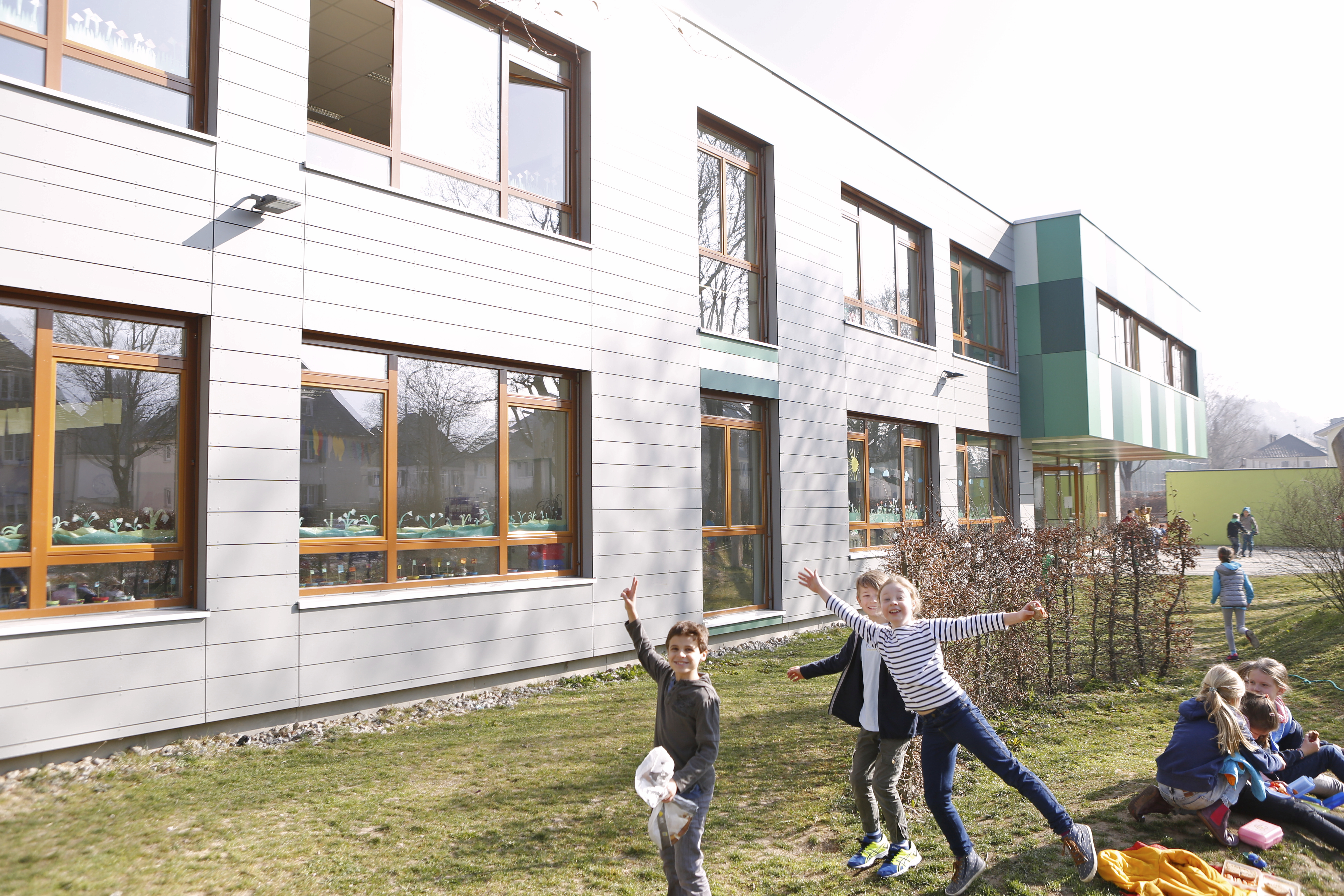
Die FT-Sportgrundschule ist die konsequente Weiterentwicklung des sportpädagogischen Konzeptes des Vereins.

Seit den 1970er Jahren ist die Freiburger Turnerschaft von 1844 freier Träger der Kinder- und Jugendhilfe und mit sieben verschiedenen Sportkindergärten sportpädagogisch aktiv. Die Vernetzung von Sport und Bildung war und ist dem Verein ein wichtiges Anliegen und wissenschaftliche Studien belegen die Chancen, die ein integriertes Bewegungskonzept eröffnet. Die Sportgrundschule, die 2007 gegründet wurde, ist somit eine konsequente Weiterführung des bewegten Bildungskonzeptes der FT 1844 Freiburg.

## Standort

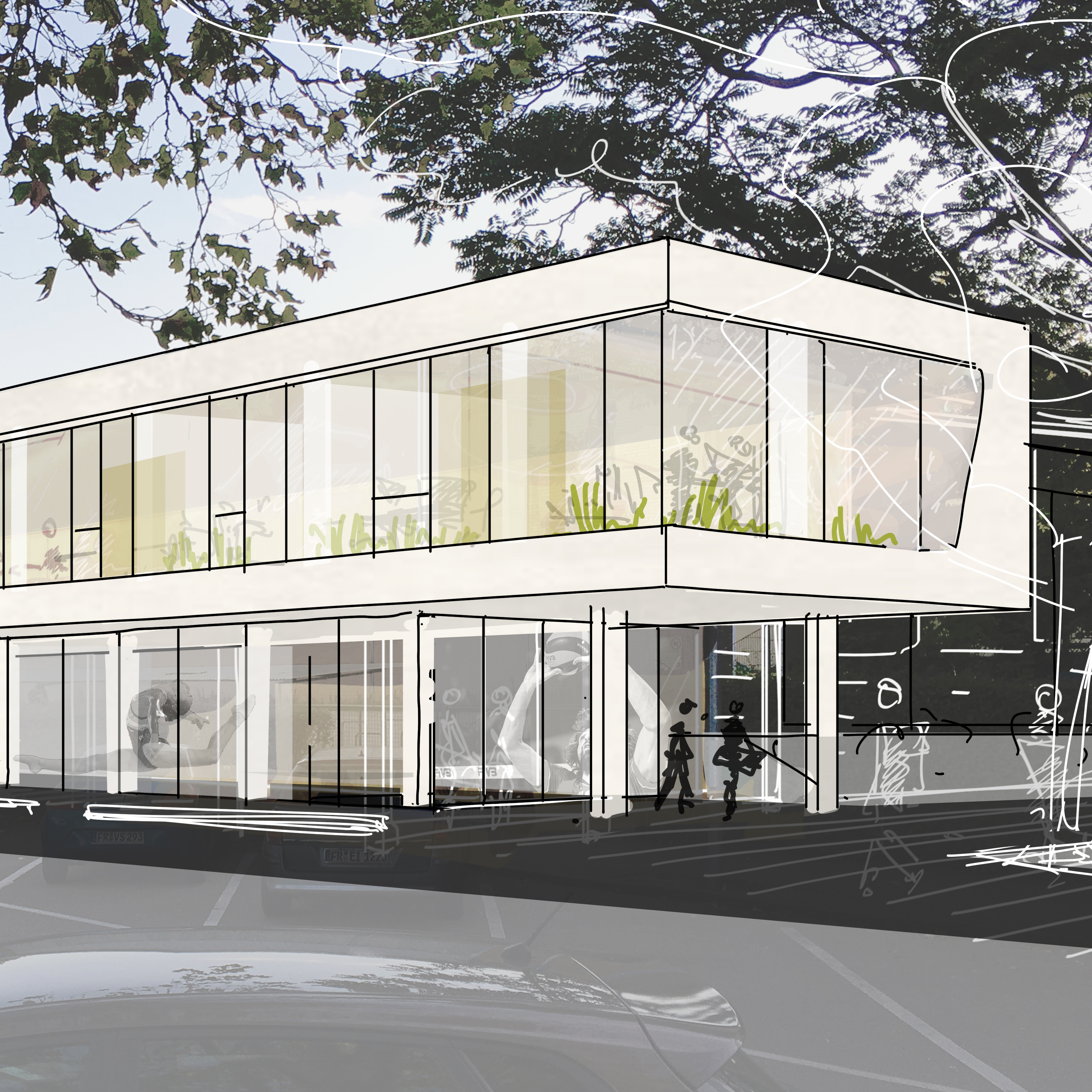
FT-Sportpark der Zukunft

Die Hauptsportstätte ist der FT-Sportpark in der Schwarzwaldstraße. Das Vereinsgelände besteht aus einem Rasen- und Kunstrasenspielfeld, zwei großen und sechs kleineren Sporthallen, einer Beachvolleyballanlage, sieben Tennisplätzen, einem vereinseigenen Fitnessstudio und einem Hallenbad. Zudem kommt eine am 30. November 2019 neu eröffnete Dreifeldhalle, mit zwei zusätzlichen Gymnastikräumen und einem multifunktionalen Raum mit Blick aufs Spielfeld hinzu. Die Dreifeldhalle bietet 800 Zuschauerplätze und 7 Rollstuhlplätzen sowie ein großes Foyer mit Cateringbereich, sowie einen barrierefreien Zugang im gesamten Hallenbereich. Im November 2023 wurde sie in Act-Now-Halle umbenannt. Durch eine Umgestaltung der Räumlichkeiten entstand 2004 ein vereinseigenes „Gesundheits- und Fitness-Studio“. Zudem hat der Verein eine Beachvolleyball-Anlage Dreisam-Beach sowie ein vereinseigenes Hallenbad, welches 2011 renoviert wurde. Außerdem sind noch ein Restaurant und ein Hotel angeschlossen.
Seit 2001 gibt es im Freiburger Stadtteil Rieselfeld einen FT-Sportkindergarten mit zwei weiteren Sporthallen.
Weitere Trainingsmöglichkeiten bestehen in Sporthallen und auf Sportplätzen der Freiburger Schulen.

## Kooperationen
Die Schwimmer der Schwimm-Abteilung starten gemeinsam mit dem Schwimm-Sport-Verein Freiburg in der Startgemeinschaft SG Regio Freiburg.
Die Jugendfußball-Abteilungen der Vereine SV Ebnet, SV Kappel und der FT 1844 Freiburg haben sich im Jahr 2018 aufgestellt und den Jugendförderverein (JFV) Freiburg Ost e. V. gegründet. Hier werden Mädchen und Jungen ab der C-Jugend trainiert.

## Erfolge
Im Bereich des Rollkunstlaufs sind die Sportler des Vereins besonders erfolgreich: Bei Weltmeisterschaften errangen sie 10 Mal Gold, 11 Mal Silber und 11 Mal Bronze. Bei Europameisterschaften 21 Mal Gold, 20 Mal Silber und 16 Mal Bronze.
- 1959 Romi Weiß Studentenweltmeisterin im Fechten
- 1960 Roland Schillinger, Erster Deutscher Meister im Trampolinspringen
- 1960 Christl Vieweg, Erste deutsche Meisterin im Trampolinspringen
- 1963: Roland Losert (Juniorenweltmeister im Degenfechten)
- 1964: Romi Weiß (Bronze bei den Olympischen Spielen in Tokio im Mannschaftsflorettfechten)
- 1965: Helga Flöhl (Vize-Weltmeisterin Synchronspringen auf dem Trampolin)
- 1968: Michael Obrecht (Vizeweltmeister im Rollkunstlauf)
- 1970: Christine Kreuzfeldt (Weltmeisterin im Rollkunstlauf), Michael Obrecht (Weltmeister), Markus Gallmann (Vizeweltmeister im Rollkunstlauf)
- 1971: Michael Obrecht (Weltmeister), Markus Gallmann (3. Platz bei der Weltmeisterschaft im Rollkunstlauf)
- 1974: Michael Obrecht (Weltmeister im Rollkunstlauf)
- 1975: Michael Obrecht (Vizeweltmeister im Rollkunstlauf)
- 1981: Ingrid Losert (Vize-Weltmeisterschaft (Team) im Fechten)
- 1982: Ingrid Losert (3. Platz bei der Weltmeisterschaft (Team) im Fechten), Fréderique Florentin (3-fache Junioren-Europameisterin Pflicht/Kür/Kombination im Rollkunstlauf), Susanne Schoeffler (Vizeweltmeisterin auf dem Trampolin)
- 1983: Ingrid Losert (Vizeweltmeisterin (Team) im Fechten)
- 1985: Fréderique Florentin (Vizeweltmeisterin Kombination, 2-fache Europameisterin Pflicht/Kombination, Vize-Europameisterin Kür im Rollkunstlauf)
- 1986: Fréderique Florentin (Bronzemedaille Weltmeisterschaft Pflicht, 2-fache Europameisterin Pflicht/Kombination, Vize-Europameisterin Kür im Rollkunstlauf)
- 1987: Fréderique Florentin (Europameisterin Pflicht, 2-fache Vize-Europameisterin Kür/Kombination im Rollkunstlauf)
- 1988: Fréderique Florentin (Weltmeisterin Pflicht, Vize-Weltmeisterin Kombination, Europameisterin Pflicht, 3. Platz Europameisterschaft Kombination im Rollkunstlauf)
- 1989: Jörg Finger (Vizeweltmeister (Amateure) im Skateboard-Freestyle), Fréderique Florentin (Vize-Weltmeisterin Pflicht, Europameisterin im Rollkunstlauf)
- 1990: Sandra Siwinna (3. Platz Weltmeisterschaften Synchron und Team auf dem Trampolin), Markus Kaiser (Bronzemedaille Weltmeisterschaften Pflicht/Kombination im Rollkunstlauf)
- 1991: Sandra Siwinna (3. Platz Weltmeisterschaften im Team auf dem Trampolin), Markus Kaiser (3. Platz Weltmeisterschaften)
- 1998: Stefan Müller (Weltmeister Meisterklasse Herren Pflicht im Rollkunstlauf)
- 2000: Andreas Scheuerpflug (Olympiateilnehmer in Sydney im Beachvolleyball)
- 2001: Die Volleyball-Männermannschaft spielte von 2001 bis 2023 in der 2. Bundesliga Süd
- 2001: Daniel Müller (Weltmeister Pflicht im Rollkunstlauf)
- 2002: Frank Albiez (Weltmeister Kombination), Daniel Müller (3. Platz Weltmeisterschaft Pflicht im Rollkunstlauf)
- 2003: Frank Albiez (Vizeweltmeister Pflicht, 3. Platz Weltmeisterschaft Kombination)
- 2004: Frank Albiez (Weltmeister der Rollkunstläufer in Fresno und Europameister in der Pflicht), Lars Clad (Vizewelt- und Europameister der Junioren in der Pflicht), Fabian Clad (Europameister der Jugend in der Pflicht), Daniel Müller (jeweils die Bronzemedaille bei der Welt- und Europameisterschaft)
- 2005: Frank Albiez (Vizeweltmeister bei den Weltmeisterschaften und Europameister im Rollkunstlauf in der Disziplin Pflicht, Kombination), Daniel Müller (Bronzemedaille bei den Weltmeisterschaften und Vize-Europameister im Rollkunstlauf in der Disziplin Pflicht, Kombination)
- 2009: Dörte Baumert (Europameisterin der Junioren in 4 × 100 m Lagen Schwimmen), Lars Clad (Europameister in der Pflicht im Rollkunstlauf)
- 2009 und 2010 sowie von 2015 bis 2017, 2022: 1. Mannschaft Mitglied in der Pétanque-Bundesliga
- 2023: Die Volleyball-Männermannschaft spielt in der 1. Bundesliga

Der Verein wurde für seine sportfördernden Aktivitäten u. a. 1985 mit der Sportplakette des Bundespräsidenten (Ehrenpreis) und 2007 mit dem Goldner Stern des Sports des Deutschen Olympischen Sportbundes ausgezeichnet.

## Wettkampfsport-Abteilungen
- American Football (1844 Freiburg Sacristans)
- Badminton
- Beachvolleyball
- Cheerleading
- Fechten
- Gerätturnen
- Handball
- Hockey
- Judo
- Jugendfußball (Bambini, G-D-Jugend)
- Karate
- Pétanque/Boule
- Rollkunstlauf
- Schwimmen
- Speedskating
- Taekwondo
- Tischtennis
- Trampolin
- Wasserspringen

### Volleyball
Seit der Saison 2023/24 spielt die 1. Mannschaft der FT in der Deutschen Volleyball-Bundesliga der Männer. Zuvor war die so genannte „Affenbande“ seit 2001 in der 2. Bundesliga Süd aktiv.

#### Team
Der Kader für die Saison 2025/26 besteht aus folgenden Spielern.
| Name               | Nr. | Nation             | Größe  | Geburtsdatum  | Position | im Verein seit | Vertrag bis |
| ------------------ | --- | ------------------ | ------ | ------------- | -------- | -------------- | ----------- |
| Jannik Brentel     |     | Deutschland        | 1,96 m | 16. Mai 2002  | AA       | 2025           | 2026        |
| Charlie Figy       | 14  | Vereinigte Staaten | 1,98 m | 16. Mai 2002  | MB       | 2024           | 2026        |
| Yannick Harms      | 3   | Deutschland        | 1,95 m | 14. Jan. 1994 | AA       |                | 2026        |
| Luc Hartmann       | 1   | Deutschland        | 1,91 m | 2. Juli 2000  | AA       |                | 2026        |
| Fabian Hosch       | 9   | Deutschland        | 1,86 m | 7. Juli 2003  | Z        | 2022           | 2026        |
| Karl-Lennart Klehm | 11  | Deutschland        | 2,01 m | 25. Juli 2003 | MB       | 2024           | 2026        |

Positionen: AA = Annahme/Außen, D = Diagonal, L = Libero, MB = Mittelblock, Z = Zuspiel, U = Universal
| Neuzugänge 2025 | Neuzugänge 2025             | Abgänge 2025  | Abgänge 2025           |
| Spieler         | bisheriger Verein           | Spieler       | neuer Verein           |
| --------------- | --------------------------- | ------------- | ---------------------- |
| Jannik Brentel  | Baden Volleys SSC Karlsruhe | Linus Hüger   | Pause                  |
|                 |                             | Kevin Kobrine | Alterna Stade Poitevin |
|                 |                             | Oliver Morath | Karriereende           |

Cheftrainer ist Jakob Schönhagen. Als Co-Trainer agieren Wolfgang Beck und Johanna Ewald.

#### Platzierungen seit 2015
| Saison | Liga              | Platz | Volleyball-Ligacup |
| --- | ----------------- | ----- | ------------------ |
| 2024/25 | Bundesliga        | 7     | 7. Platz           |
| 2023/24 | Bundesliga        | 10    | 8. Platz           |
| 2022/23 | 2. Bundesliga Süd | 2     | –                  |
| 2021/22 | 2. Bundesliga Süd | 3     | –                  |
| 2020/21 | 2. Bundesliga Süd | 9     | –                  |
| 2019/20 | 2. Bundesliga Süd | 10*   | –                  |
| 2018/19 | 2. Bundesliga Süd | 11**  | –                  |
| 2017/18 | 2. Bundesliga Süd | 8     | –                  |
| 2016/17 | 2. Bundesliga Süd | 6     | –                  |
| 2015/16 | 2. Bundesliga Süd | 4     | –                  |

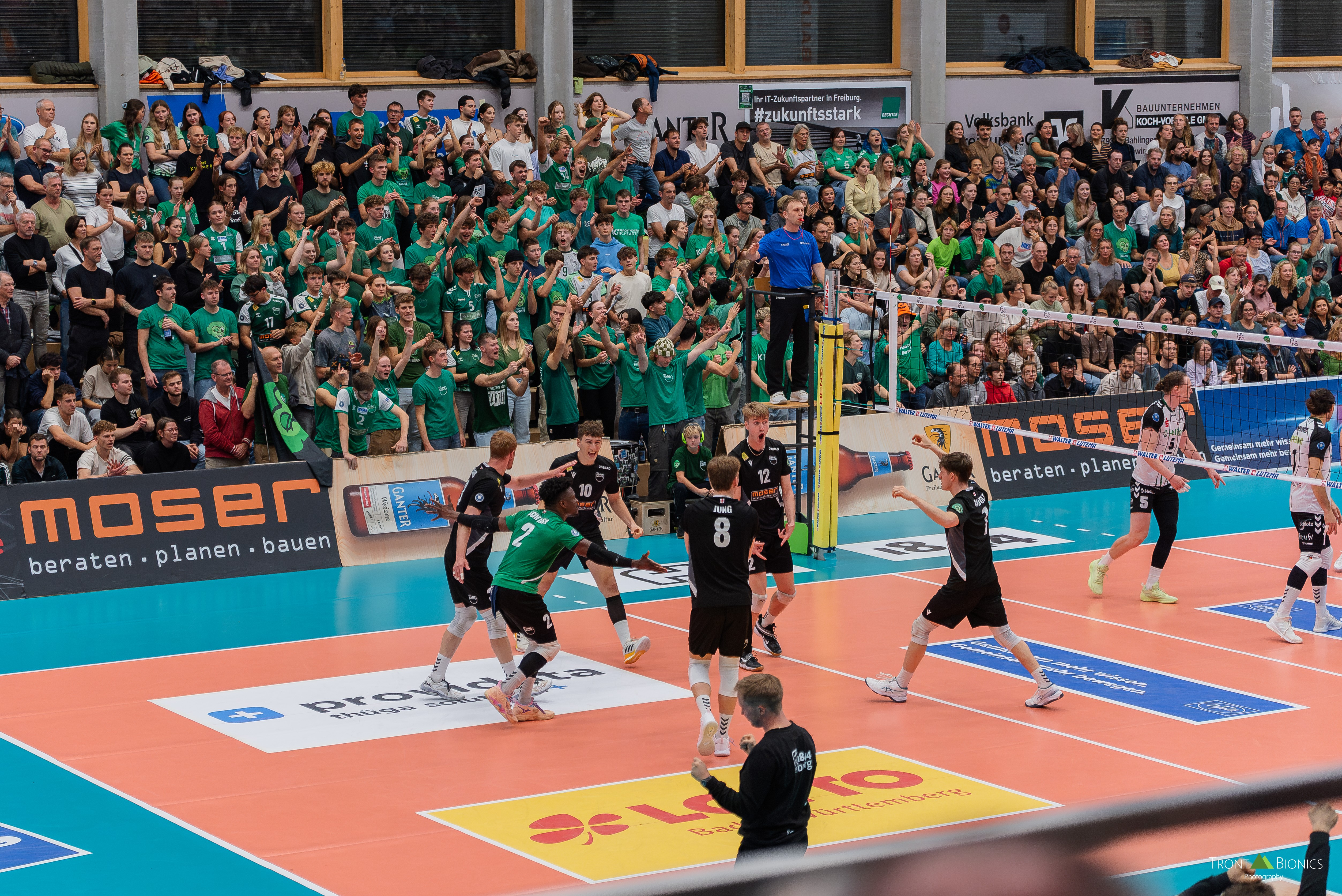
Heimspiel der Erstliga-Volleyballer der FT (Saison 24/25)

| * Saison aufgrund Corona-Pandemie abgebrochen ** sportlich abgestiegen, mittels Wildcard die Liga gehalten |                   |       |                    |

### Fußball
Am 13. Dezember 1919 schloss sich der SC Freiburg der FT 1844 Freiburg an und stellte fortan dessen Fußballabteilung dar unter Beibehaltung seines Namens. Im Rahmen der Reinlichen Scheidung trennten sich beide Vereine 1924. Unter veränderten Rahmenbedingungen bildet dann der SC Freiburg ab dem 14. Mai 1938 wieder die Fußballabteilung der FT 1844 Freiburg mit eigenem Namen. Am 15. Juni 1946 wurde die FT 1844 Freiburg aufgelöst und in der Folge der VfL Freiburg als Nachfolger gegründet. Der Name FT 1844 Freiburg wurde wie oben beschrieben 1949 wieder angenommen. Erst 1952 wurde der SC Freiburg erneut selbständig. Heute gibt es wieder eine Fußballabteilung bei der FT 1844 Freiburg, die bei den Junioren im Spielbetrieb aktiv ist.

### Hockey
Die Hockey-Abteilung wurde 1920 durch den Eintritt der Hockeyabteilung der Universität in die FT 1844 Freiburg gegründet. Bis 2010 wurde auf Naturrasen gespielt. Am 18. Juli 2010 erfolgte die offizielle Einweihung des Kunstrasenplatzes durch ein Eröffnungsspiel zwischen der Schweizer U21-Nationalmannschaft und dem damaligen Bundesligisten HC Dürkheim. Heute spielen 300 Kinder, Jugendliche und Erwachsene in fünfzehn Mannschaft in der FT Hockey. Die 1. Damen als auch die 1. Herren spielen jeweils in der Oberliga, der höchsten Spielklasse Baden-Württembergs.

### Pétanque
Die erste Mannschaft der Pétanque-Abteilung spielte 2009, 2010 sowie von 2015 bis 2017 und nochmals von 2022 bis 2024 in der Pétanque-Bundesliga. Einzelne Spieler des Vereins wurden Landesmeister und Deutsche Meister in ihrer Sportart. Die Abteilung wurde 2025 aufgelöst.